# Fresa silvestre (novela)
Fresa silvestre es una novela de Elsa Triolet, publicada originariamente en ruso, en el año 1926.

## Elsa Triolet en español[1]
De la abundante obra literaria de Elsa Triolet (novelas, sobre todo, pero también ensayos) solo se han traducido al español tres obras: En 1965 la editorial Plaza Janés publicó en el volumen colectivo "Los Premios Goncourt de Novela" El primer desgarrón cuesta doscientos francos, junto con obras de Julien Gracq y de Romain Gary, entre otros premiados. En 1975 la editorial Euros, también de Barcelona, editó Fresa silvestre, a partir de la traducción francesa de 1974, precedida del prólogo que para esa edición había escrito Louis Aragon. Finalmente, la también barcelonesa editorial Kairós publicó en 1975 Recuerdos sobre Maiakovski y una selección de sus poemas, también traducida del original escrito en francés.

## Análisis
Fresa silvestre es la segunda de las cuatro novelas publicadas por Elsa Triolet en ruso durante la década de los años veinte. En 1926 Elsa ya se ha separado de su marido (aunque guardará siempre su apellido) y todavía no ha conocido a Louis Aragon. Si En Tahiti, su primera novela, nace de su experiencia en esa isla en los primeros momentos de su matrimonio, Fresa Silvestre tratará de la época anterior de la vida de la autora. Pues hay que considerar que ambas novelas son, en gran manera, autobiográficas. Fresa Silvestre es el nombre de la propia Elsa, a quien seguimos en dos momentos bien diferenciados de su vida. En la Primera Parte se nos describe la vida familiar acomodada de una niña, Fresa Silvestre, moldeada por tres figuras mayores que ejercerán en ella una gran influencia, aunque de características bien diferentes: su hermana mayor, ante todo, la futura Lilia Brik, por la que Elsa tendrá toda su vida una relación a la vez de admiración y de competitividad. Su padre que, a pesar de la distancia, siempre le proporcionará seguridad y cuya muerte cambiará la situación económica de la familia. Finalmente, su madre, en quien esa niña tímida y miedosa que es Flor Silvestre siempre encontrará refugio y amparo.
En la Segunda Parte, Fresa Silvestre ya ha crecido y vive en París una existencia angustiada y desorientada. Sola, sin lazos familiares, aquella niña mimada de la infancia tiene que abrirse paso en un mundo siempre indiferente y frecuentementno hostil. Las relaciones que difícílmente se van anundando no consiguen nunca solidificarse y el libro se cierra sin que haya aparecido una salida estable a esa existencia errática y apátrida. En la novela alternan la narración en tercera persona y la transcripción de las páginas de un diario de Fresa Silvestre, en realidad tomado del propio diario íntimo de la autora.
Fresa Silvestre es una novela de aprendizaje, teñida de tristeza y vaguedad, con una primera parte más nostálgica y tierna y una segunda parte más desgarrada y existencial.